# Städtisches Gymnasium Gerresheim
Das Städtische Gymnasium Gerresheim ist ein städtisches Gymnasium im Düsseldorfer Stadtteil Gerresheim. Es ist ein sprachlich-naturwissenschaftliches Ganztagsgymnasium („MINT-freundliche“ Schule) mit ca. 1.000 Schülern, die von 85 Lehrkräften in einem fünfzügigen Klassensystem unterrichtet werden.

## Geschichte
Das Städtische Gymnasium Gerresheim (GG) wurde 1947 als Gymnasium für Jungen gegründet und nutzt seit 1959 die Räumlichkeiten des damals neu errichteten Schulkomplexes an der Straße Am Poth. Ergänzend entstand 1962 das in der Nähe liegende Marie-Curie-Gymnasium (MCG), das ausschließlich für Mädchen zugänglich war. Seit 1975 wird am Gymnasium Gerresheim koedukativ unterrichtet. Seit längerer Zeit besteht zwischen beiden Gerresheimer Gymnasien eine Kooperation: Das MCG ist eher künstlerisch-sprachlich ausgerichtet, während das GG eher naturwissenschaftlich-sprachlich ausgerichtet ist.
Das Gymnasium am Poth hatte auch einen Aufbauzweig für Realschulabsolventen beiden Geschlechts mit besonderer Qualifikation (ca. 1960–1966) unter der Leitung von Herrn Herbert Mewes.
Seit 1963 schmückt das Trigon, eine Stahlplastik des Wuppertaler Künstlers Friederich Werthmann, zunächst den Innenhof und seit 1980 die Vorwiese der Schule. Seit der Neubaumaßnahme 2017 wartet die Stahlplastik auf einen neuen Bestimmungsort.
Ihren 50. Geburtstag feierte die Schule 1997 u. a. mit einem eigenen Wagen im Düsseldorfer Rosenmontagszug, auf dem auch der damalige Schulleiter Claus Thomann mitfuhr.
Zum Schuljahr 2010/2011 startete das Gymnasium für Schüler der 5. bis 9. Klasse einen Ganztagsunterricht als gebundenes Ganztagsgymnasium. Zu diesem Zweck wurden auf einem Teil des Schulhofs Container für einen provisorischen Mensabetrieb aufgestellt.
Im Jahr 2014 wurden umfangreiche Sanierungen der naturwissenschaftlichen Fachräume und eine Erneuerung der Laboreinrichtungen vorgenommen.
Seit 2015 wird ein fünfzügiger Unterricht aufgebaut, im Rahmen der Umstellung von G8 auf G9 kommt ab dem Jahr 2026 eine weitere Jahrgangsstufe hinzu.
Im Oktober 2017 begannen Bauarbeiten zur Errichtung eines Erweiterungsbaus. Zusätzlich wurden der Eingangsbereich und das Foyer erneuert. Die Arbeiten am neuen Trakt, der mit einem Raumgewinn von rund 1.600 Quadratmetern Unterrichts-, Verwaltungs- und Nebenräume sowie eine Mensa beinhaltet, wurden im Juli 2019 abgeschlossen.
Die Vorbereitung auf G9 macht erneut umfangreiche Erweiterungs- und Umbaumaßnahmen notwendig. So werden ab Sommer 2022 Aula und Sporthallen abgerissen und durch Neubauten ersetzt. Das geplante Investitionsvolumen von rund 40 Millionen Euro, das der Düsseldorfer Stadtrat in seiner Sitzung vom 10. März 2022 beschlossen hat, steht auch für die Errichtung neuer Fachräume für den Informatik- und den Musikunterricht zur Verfügung, einer Erweiterung des Verwaltungstraktes, der Umgestaltung des Schulgeländes sowie zum barrierefreien Umbau der Bestandsgebäude.

### Schulleiter
| Zeitraum   | Schulleitung                     |
| ---------- | -------------------------------- |
| 1947–1951  | Carl Praetorius                  |
| 1951–1952  | Wilhelm Westhoff (kommissarisch) |
| 1952–1963  | Otto Starck                      |
| 1963–1971  | Wilhelm Westhoff                 |
| 1971–1992  | Reinhard Montanus                |
| 1992–1993  | Oswald Laufer (kommissarisch)    |
| 1993–2011  | Claus Thomann                    |
| 2011–2016  | Dirk Schnelle                    |
| 2016–2017  | Cornelia Wilfert (kommissarisch) |
| 2017–heute | Raphael Flaskamp                 |

## Fächer

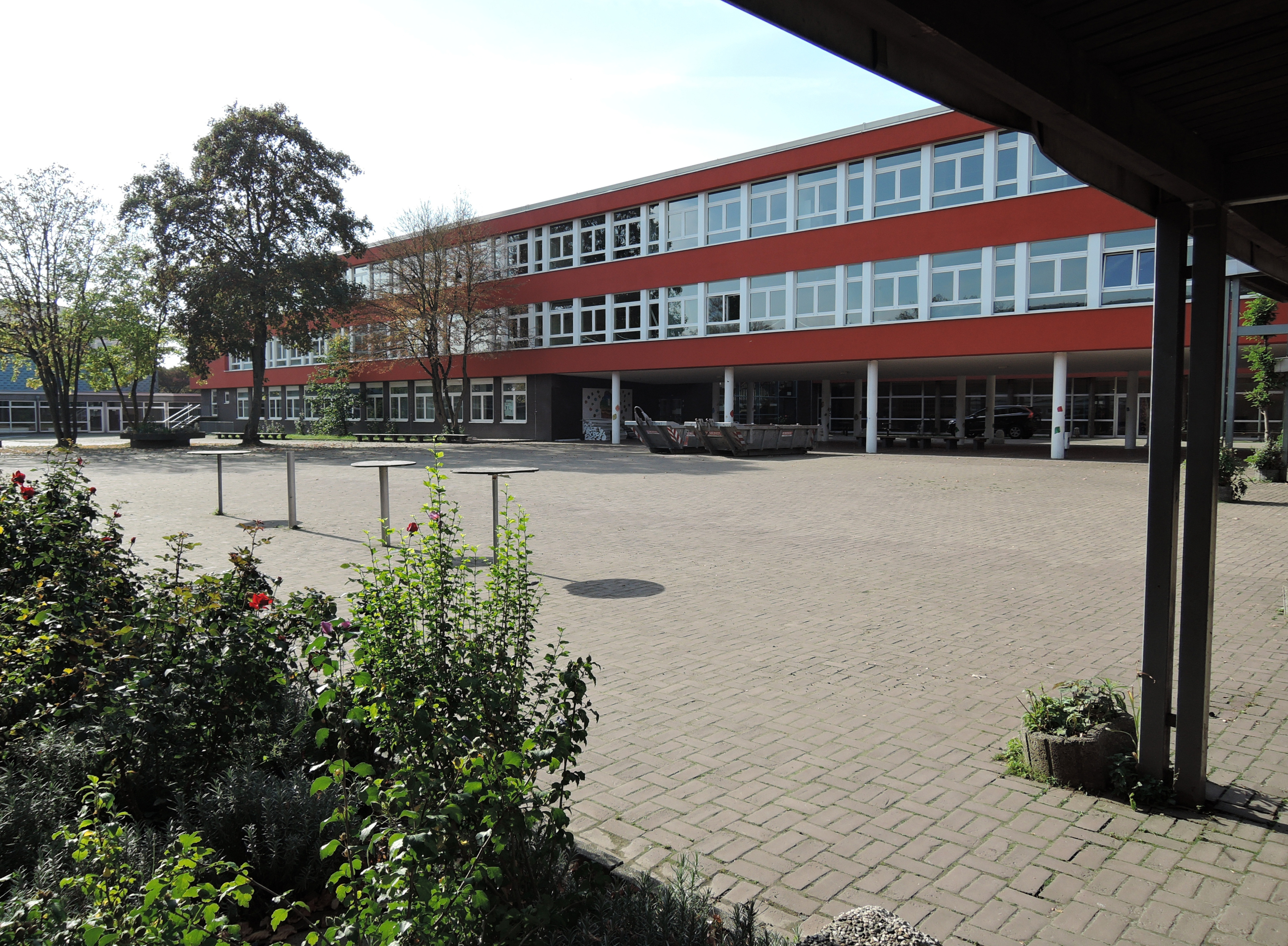
Schulhof

Das Gymnasium Gerresheim bietet alle verpflichtenden Unterrichtsfächer für die Sekundarstufe I und II an. In Kooperation mit anderen Düsseldorfer Gymnasien wird eine Reihe von außerschulischen Grund- und Leistungskursen angeboten (z. B. Japanisch, Russisch, Italienisch). Neben Leistungskursen in verschiedenen geistes- und sozialwissenschaftlichen Fächern werden gemäß dem sprachlich-naturwissenschaftlichen Schwerpunkt zum Teil in Kooperation mit dem Marie-Curie-Gymnasium Leistungskurse in Biologie, Chemie, Mathematik, Informatik und Physik sowie weiterhin in Englisch, Französisch und Spanisch angeboten.

## Klassenfahrten und Austausch
Über den Verein der Freunde des Gymnasiums Gerresheims (VdF siehe unten) verfügte die Schule ab 1954 über ein Schullandheim in Norken (Westerwald), das regelmäßig Ziel von Klassenfahrten war. Zum Ende des Schuljahres 2019/20 befindet sich das Schullandheim in Norken nicht mehr im Besitz des VdF und ist damit nicht mehr Teil des regelmäßigen Fahrtenprogramms. Eine Gruppe ehemaliger  Schüler stellt als neuer Eigentümer das Schullandheim weiterhin für Fahrten zur Verfügung.
Seit 1974 finden regelmäßige Ski-Freizeiten im Alpengebiet statt, die derzeit in der 9. Jahrgangsstufe verpflichtend als Teil des Fachs Sport durchgeführt werden.
Schüler der Jahrgangsstufe Q2 nehmen an diversen Studienfahrten teil, die sich weitestgehend am Leistungskursangebot orientieren.
Für Schüler der Jahrgangsstufen 7 bis 9 besteht die Möglichkeit der Teilnahme an einem Sprach- und Kulturaustausch mit der Privatschule Lycée Ombrosa in Lyon und Le Bourget-du-Lac.

## Verein der Freunde
Schon vor der Errichtung des Schulneubaus gründete sich 1950 der Verein der Freunde des Gerresheimer Gymnasiums e. V. Er ist ein Zusammenschluss von Eltern, Lehrern und Ehemaligen des Gymnasiums mit dem Ziel der Förderung des Gymnasiums Gerresheims. Dazu zählen neben dem Unterhalt des Bootshauses am Unterbacher See auch die Bereitstellung von Sachmitteln für Bildungs- und Erziehungszwecke. Im Turnus von zwei Jahren vergibt der VdF den von dem früheren Lehrer Claus Thomann im Jahr 2016 ausgelobten Sozialpreis an Mitglieder der Schulgemeinde, die sich besonders im Sinne der Schulgemeinschaft engagiert haben.

## Rudergemeinschaft und Bootshaus

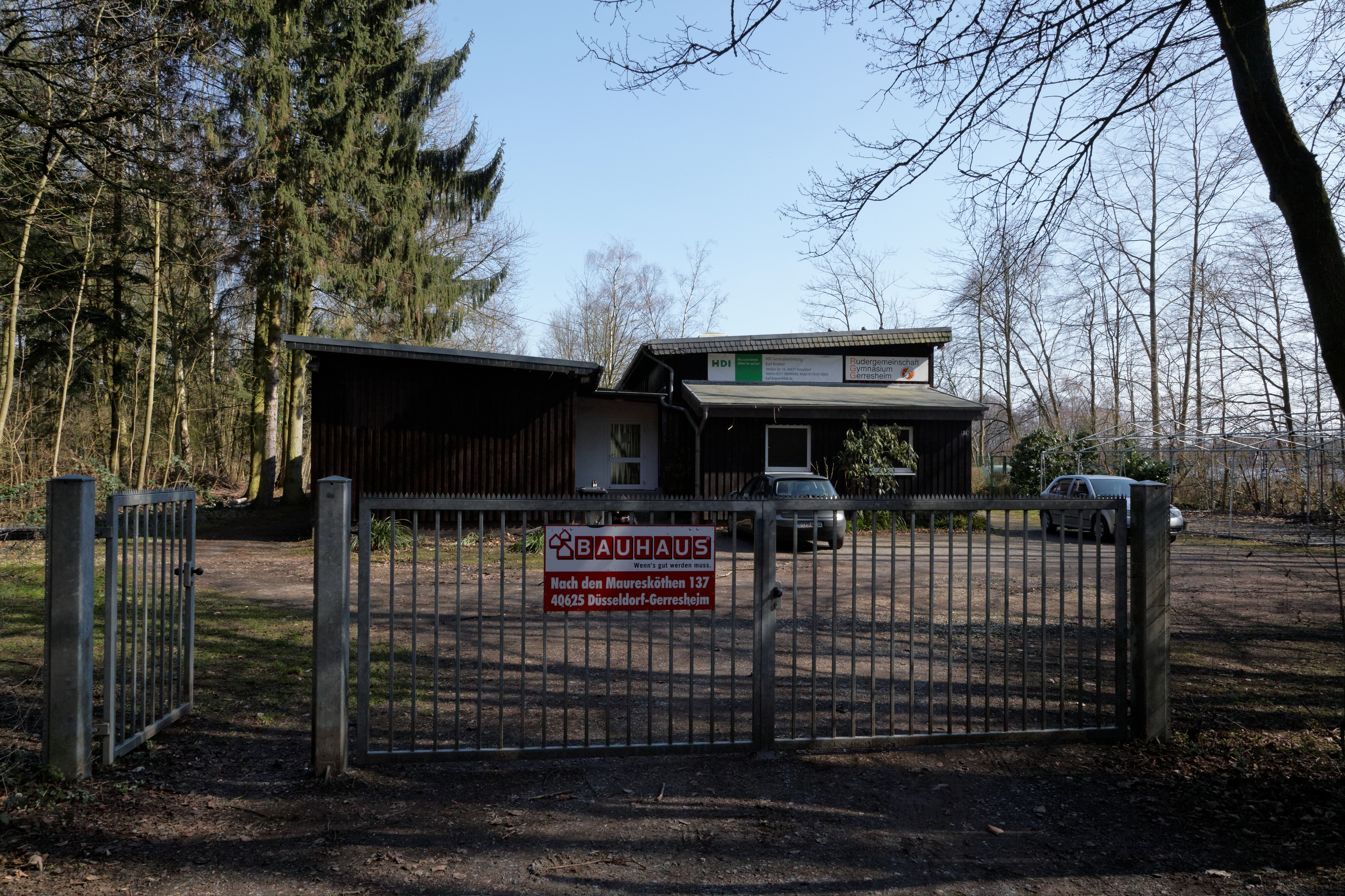
Bootshaus am Unterbacher See

Die 1965 gegründete Rudergemeinschaft Gymnasium Gerresheim e. V. (RGG) ist ein Schülerruderverein, der eng mit dem Gymnasium Gerresheim verbunden ist. Sie verfügt über ein Bootshaus am Unterbacher See, in dem in den Klassen 8 und 9 auch an einem Tag der Woche – neben dem Sportfach Rudern – der Unterricht stattfindet. Die RGG wird vom Verein der Freunde sowie Ehemaligen unterstützt und durch einen Jugendvorstand geleitet. Sie unternimmt Ruderwanderfahrten und nimmt an diversen Regatten teil. Die RGG betreibt mehrere Ruderboote vom Skiff bis hin zum Vierer mit Steuermann.

## Kooperationen und Stiftung
Die Schule kooperiert mit dem Düsseldorfer Schauspielhaus (Kooperationsprojekt „Theaterfieber“), dem Museum Kunstpalast Düsseldorf, der Heinrich-Heine-Universität Düsseldorf („Kinder-Universität“) sowie dem Zentrum NeanderLab des Kreises Mettmann.
Außerdem besteht eine Kooperation mit dem Marie-Curie-Gymnasium, so werden bestimmte Fächer für beide Schulen gegenseitig angeboten.
Das Gymnasium Gerresheim unterhält die Brigitte Brix-Praetorius und Gerhard Brix-Stiftung, mit deren Mitteln alljährlich Anschaffungen und finanzielle Unterstützung von bedürftigen Schülern durchgeführt werden.

## Bekannte Schüler
- Klaus C. Engelen (* 1936), Wirtschaftsjournalist
- Volker Strassen (* 1936), Mathematiker
- Manfred Lahnstein (* 1937), Bundesminister für Finanzen und Wirtschaft
- Gerhard Voss (* 1939), deutscher Geiger und Professor der Musikhochschule Stuttgart
- Franz-Josef Birk (* 1949), deutscher Konzertpianist und Musikproduzent
- Pater Wolfgang Sieffert (* 1957), Dipl. Theologe, Gefängnisseelsorger, Vorsitzender der Altstadt Armenküche e. V., Düsseldorf
- Bernhard Sterz (* 1962), ehem. Oberbürgermeister der Stadt Burg (bei Magdeburg) und Justizstaatssekretär Sachsen-Anhalt
- Philipp Schindler (* 1971), deutscher Manager und Vorstandsmitglied bei Google
- Colin von Ettingshausen (* 1971), deutscher Ruderer und olympischer Silbermedaillengewinner 1992
- Christoph Schultz (* 1981), Politiker (CDU), Bürgermeister von Erkrath (seit 2015)
- Vincent zur Linden (* 1994 in Düsseldorf), Theater- und Fernseh-Schauspieler
- Laura Pinski (* 1996 in Düsseldorf), Sängerin

## Schülerzeitung
Die Schülerzeitung Apropoth erscheint bis viermal jährlich.